# Paul Ruto
Paul Ruto, né le 3 novembre 1960, est un ancien athlète kényan spécialiste du 800 mètres. Sur cette distance, il a remporté la médaille d'or lors des Championnats du monde de 1993 à Stuttgart, avec le temps de 1 min 44 s 71. Sa meilleure performance a été réalisée le 5 septembre 1993, lors du meeting de Rieti, en 1 min 43 s 92. Paul Ruto a souvent été utilisé comme lièvre durant sa carrière.

## Palmarès

### Championnats du monde
- Championnats du monde d'athlétisme 1993 à Stuttgart : 
  -  Médaille d'or du 800 mètres.